# Герб комуни Реттвік
Герб комуни Реттвік (швед. Rättviks kommunvapen) — символ шведської адміністративно-територіальної одиниці місцевого самоврядування комуни Реттвік. 

## Історія
Герб було розроблено для ландскомуни Реттвік. Отримав королівське затвердження 1948 року.    
Після адміністративно-територіальної реформи, проведеної в Швеції на початку 1970-х років, муніципальні герби стали використовуватися лишень комунами. Цей герб був 1974 року перебраний для нової комуни Реттвік.
Герб комуни офіційно зареєстровано 1979 року.

## Опис (блазон)
Щит розтятий і перетятий, у першому та четвертому червоних полях — по золотій сокирі в стовп, у другому та третьому золотих полях — по дві скошені навхрест сині арбалетні стріли (болти), вістрями вгору.

## Зміст
Сюжет герба походить з парафіяльної печатки 1625 року. Сокира є символом Святого Олафа, якому посвячена місцева церква. Арбалетні стріли (болти) вказують історичні події, пов'язані з Густавом Вазою.   